# Unterseeboot 363
Le Unterseeboot 363 (ou U-363) est un sous-marin allemand (U-Boot) de type VII.C utilisé par la Kriegsmarine (marine de guerre allemande) pendant la Seconde Guerre mondiale.

## Construction
L'U-363 est un sous-marin océanique de type VII C. Construit dans les chantiers de Flensburger Schiffbau-Gesellschaft à Flensbourg, la quille du U-363 est posée le 23 décembre 1941 et il est lancé le 17 décembre 1942. L'U-363 entre en service trois mois plus tard.

## Historique
Mis en service le 18 mars 1943, l'Unterseeboot 363 reçoit sa formation de base sous les ordres de l'Oberleutnant zur See Wolf-Werner Wilzer à Danzig en Pologne au sein de la 8. Unterseebootsflottille jusqu'au 31 mai 1944, puis l'U-363 intègre sa formation de combat dans la 11. Unterseebootsflottille à Bergen. À partir du 15 septembre 1944, il est affecté dans la 13. Unterseebootsflottille à Drontheim à la Base sous-marine de Dora.
L'Unterseeboot 363 a effectué sept patrouilles, tous sous les ordres de l'Oberleutnant zur See, puis Kapitänleutnant Werner Nees, dans lesquelles il n'a ni coulé, ni endommagé de navire ennemi au cours de ses 171 jours en mer.
En vue de la préparation de sa première patrouille, l'U-363 quitte le port de Kiel le 21 mai 1944 pour rejoindre trois jours plus tard, le port de Marviken le 23 mai 1944. Quatre jours plus tard, il reprend la mer pour rejoindre Bergen, en Norvège le 28 mai 1944.
Le 29 mai 1944, il appareille, pour sa première patrouille, pour Bogenbucht (de) qu'il rejoint 32 jours plus tard le 29 juin 1944.
Le 1er mars 1945, l'Oberleutnant zur See Werner Nees est promu au grade de Kapitänleutnant.
Au cours de sa septième patrouille, commencée le 18 avril 1945 en quittant le port de Kilbotn, l'U-363 est attaqué le 24 avril 1945 par un groupe de navires qui lui lance des charges de profondeur. Celles-ci endommagent son périscope l'obligeant à ajourner sa mission et à retourner à Narvik le 8 mai 1945, date de la capitulation de l'Allemagne nazie. Le lendemain, le 9 mai 1945, l'U-363 dépose les armes.

Trois jours plus tard, le 12 mai 1945, l'U-363 reprend la mer pour rejoindre Skjomenfjord.
Les U-Boote dans la région de Narvik à la fin de la guerre sont tous convoyés vers Skjomenfjord sur les ordres alliés, pour éviter les conflits avec les Norvégiens, le 12 mai. Le 15 mai, un convoi allemand de cinq navires (le fleet tender Grille avec le personnel du Führer der U-Boote (en) (FdU) norvégien à bord, le navire ravitailleur Kärnten, le navire de réparation Kamerun et les navires d'intendance Huascaran et Stella Polaris) et 15 U-Boote (U-278, U-294, U-295, U-312, U-313, U-318, U-363, U-427, U-481, U-668, U-716, U-968, U-992, U-997 et U-1165) appareille pour Trondheim. Il est intercepté après deux jours par le 9e groupe d'escorte au large des côtes norvégiennes et capitule. Alors que les navires se rendent à Trondheim, les U-Boote sont escortés vers Loch Eriboll en Écosse, où ils arrivent le 19 mai. Les sous-marins sont convoyés à Lisahally ou Loch Ryan pour l'Opération Deadlight.
Il prend le 15 mai 1945 la route vers la Grande-Bretagne et atteint Loch Eriboll en Écosse le 19 mai 1945 et plus tard Lisahally en préparation de l'opération alliée de destruction massive de la flotte d'U-Boote de la Kriegsmarine.
L'U-363 est coulé le 31 décembre 1945 à la position géographique de 55° 45′ N, 8° 18′ O par les tirs d'artillerie du destroyer britannique HMS Onslaught et du destroyer polonais ORP Błyskawica.

## Affectations successives
- 8. Unterseebootsflottille à Danzig du 18 mars 1943 au 31 mai 1944 (entrainement)
- 11. Unterseebootsflottille à Bergen du 1er juin au 14 septembre 1944 (service actif)
- 13. Unterseebootsflottille à Drontheim du 15 septembre 1944 au 8 mai 1945 (service actif)

## Commandement
- Oberleutnant zur See Wolf-Werner Wilzer du 18 mars au 31 août 1943
- Oberleutnant zur See, puis Kapitänleutnant Werner Nees du 1er septembre 1943 au 9 mai 1945

## Patrouilles
|       | Commandant         | Départ            | Départ          | Arrivée          | Arrivée           | Jours     | Succès |
| ----- | ------------------ | ----------------- | --------------- | ---------------- | ----------------- | --------- | ------ |
|       | Oblt. Werner Nees  | 21 mai 1944       | Kiel            | 23 mai 1944      | Marviken          | 3 jours   |        |
|       | Oblt. Werner Nees  | 27 mai 1944       | Marviken        | 28 mai 1944      | Bergen            | 2 jours   |        |
| 1     | Oblt. Werner Nees  | 29 mai 1944       | Bergen          | 29 juin 1944     | Bogenbucht        | 32 jours  |        |
| 2     | Oblt. Werner Nees  | 4 août 1944       | Bogenbucht (de) | 2 septembre 1944 | Narvik            | 30 jours  |        |
| 3     | Oblt. Werner Nees  | 28 septembre 1944 | Narvik          | 6 octobre 1944   | Narvik            | 9 jours   |        |
| 4     | Oblt. Werner Nees  | 15 octobre 1944   | Narvik          | 11 novembre 1944 | Kilbotn           | 28 jours  |        |
| 5     | Oblt. Werner Nees  | 28 novembre 1944  | Kilbotn         | 8 décembre 1944  | Narvik            | 11 jours  |        |
|       | Oblt. Werner Nees  | 9 décembre 1944   | Narvik          | 12 décembre 1944 | Trondheim         | 4 jours   |        |
|       | Kplt. Werner Nees  | 7 mars 1945       | Trondheim       | 10 mars 1945     | Kilbotn           | 4 jours   |        |
| 6     | Kptlt. Werner Nees | 12 mars 1945      | Kilbotn         | 31 mars 1945     | Kilbotn           | 20 jours  |        |
| 7     | Kptlt. Werner Nees | 18 avril 1945     | Kilbotn         | 8 mai 1945       | Narvik            | 21 jours  |        |
|       | Kptlt. Werner Nees | 12 mai 1945       | Narvik          | 12 mai 1945      | Skjomenfjord      | 1 jour    |        |
|       | Kptlt. Werner Nees | 15 mai 1945       | Skjomenfjord    | 18 mai 1945      | Lerwick - UK      | 4 jours   |        |
|       | Kptlt. Werner Nees | 18 mai 1945       | Lerwick - UK    | 19 mai 1945      | Loch Eriboll - UK | 2 jours   |        |
| Total | Total              | Total             | Total           | Total            | Total             | 171 jours | 0 t    |

Note : Oblt. = Oberleutnant zur See - Kplt. = Kapitänleutnant

### Opérations Wolfpack
L'U-363 a opéré avec les Wolfpacks (meute de loups) durant sa carrière opérationnelle.
1. Trutz (2 juin 1944 - 28 juin 1944)
2. Trutz (17 août 1944 - 30 août 1944)
3. Zorn (29 septembre 1944 - 1er octobre 1944)
4. Grimm ( 1er octobre 1944 - 2 octobre 1944)
5. Panther (16 octobre 1944 - 10 novembre 1944)
6. Stier (28 novembre 1944 - 4 décembre 1944)
7. Hagen (13 mars 1945 - 21 mars 1945)
8. Faust (21 avril 1945 - 1er mai 1945)

## Navires coulés
L'Unterseeboot 363 n'a ni coulé, ni endommagé de navire marchand ennemi au cours des sept patrouilles (151 jours en mer) qu'il effectua.

### Source et bibliographie
- (en) Cet article est partiellement ou en totalité issu de l’article de Wikipédia en anglais intitulé « German submarine U-363 » (voir la liste des auteurs).
- Chris Bishop, historien militaire (trad. de l'anglais par Christian Muguet), Les sous-marins de la Kriegsmarine : 1939-1945 : le guide d'identification des sous-marins [« The spellmount submarine identification guide : Kriegsmarine U-boats 1939-1945 »], Paris, Éd. de Lodi, 2008, 192 p. (ISBN 978-2-84690-327-1, OCLC 470721805, BNF 41298980)